# Speakers' Corner

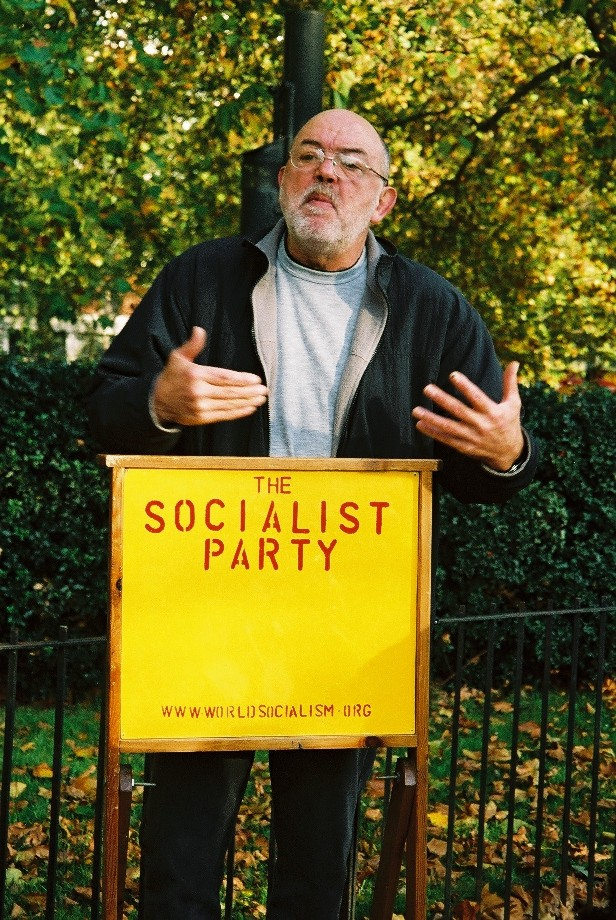
Un miembro del Partido Socialista de Gran Bretaña protestando contra el capitalismo, 31 de octubre de 2004

Speakers' Corner (el "Rincón del orador" en español) es una zona donde se permite  hablar en público, la misma se encuentra ubicada en el extremo noreste de Hyde Park en Londres, Inglaterra. Se les permite hablar a los oradores siempre que la policía considere que sus discursos no violan la ley. Contrariamente a la creencia popular no existe inmunidad ante la ley ni existen temas proscritos. En la práctica la policía tiende a ser bastante tolerante y sólo interviene cuando recibe quejas o si se utiliza lenguaje ofensivo.
Existen otras áreas en los otros parques de Londres que también son conocidas como Speakers' Corners, por ejemplo, Finsbury Park, Clapham Common, Kennington Park y Victoria Park). Así mismo, esta modalidad es utilizada en otras ciudades británicas y en otras naciones.

## Speakers' Corner de Hyde Park
Aunque se considera generalmente que el Speakers' Corner de Hyde Park es la zona pavimentada más cercana al Marble Arch, legalmente se extiende hasta el Reform Tree y también cubre una amplia zona de la plaza de armas.
En 1855 hubo disturbios en el parque en protesta contra la "Sunday Trading Bill" una ley que prohibía comprar y vender los domingos, que en esa época era el único día libre de la semana. Los disturbios fueron descritos con entusiasmo por Karl Marx como el comienzo de la revolución Inglesa.
El movimiento Cartista usaba Hyde Park como lugar de asamblea de las protestas de los trabajadores, aunque no habían establecido un lugar permanente para hablar.
La Liga Reformista organizó violentas y masivas protestas en 1866 y 1867, mediante las cuales obligó al gobierno a ampliar el derecho a voto a la mayoría de los hombres de clase obrera.   
Las revueltas y agitación para una reforma democrática propiciaron "el derecho a hablar" en Hyde Park. En 1872 el decreto 'Royal Parks and Garden's Act' delegó la cuestión de los discursos públicos a las autoridades del parque (en vez de al gobierno central). En contra de la creencia popular esto no otorga un derecho por ley de hablar en el Speakers' Corner. Los debates parlamentarios sobre el decreto nos ilustran que el principio general de poder reunirse y hablar no era la intención inicial, pero que se permitiría que algunas áreas se usasen con ese fin.[cita requerida]

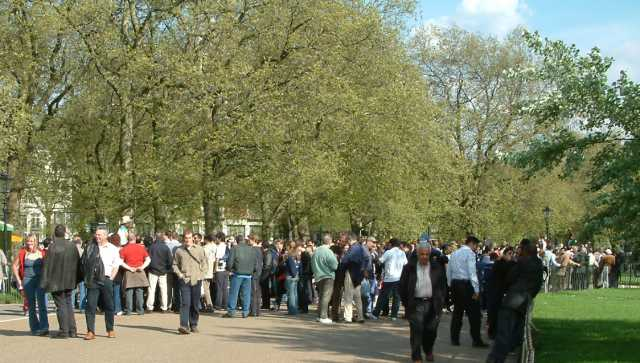
Speakers' Corner un domingo de abril de 2004

Desde ese momento Speakers' Corner se convirtió en un lugar tradicional para discursos públicos y debates como también el principal sitio de protestas y reunión en Gran Bretaña. Hay quienes piensan que esta tradición tiene una relación con los antiguos condenados a la horca de Tyburn a los cuales se les permitía decir sus últimas palabras.
Aunque la mayoría de los oradores son desconocidos, el sitio también ha sido frecuentado por gente como Karl Marx, Vladimir Lenin, George Orwell, y William Morris. Su existencia es frecuentemente defendida como una manifestación del principio de libertad de expresión, al permitir que cualquier persona pueda hablar de casi cualquier tema, aunque pueden ser fastidiados e interrumpidos  por los asistentes.
Hay quienes sostienen que la existencia de un lugar específico donde la libertad de expresión está permitida, es usado por las autoridades como excusa para prohibir la libertad de expresión en la mayoría de lugares públicos de Londres, incluyendo el resto de Hyde Park y todo los otros Parques reales de Londres, donde la libertad de expresión está prohibida por ley. A finales del siglo XIX por ejemplo debido a una serie de leyes, Speakers' Corner fue uno de los pocos lugares donde los oradores socialistas podían reunirse y debatir.
En el año 2003 las autoridades del parque intentaron prohibir una manifestación convocada para el 15 de febrero para protestar en contra de la iminente invasión de Irak. Este intento produjo un malestar general, lo que finalmente resultó en su autorización, siendo una de las mayores manifestaciones de la historia del país, con más de un millón de asistentes.

## Fuera de Londres

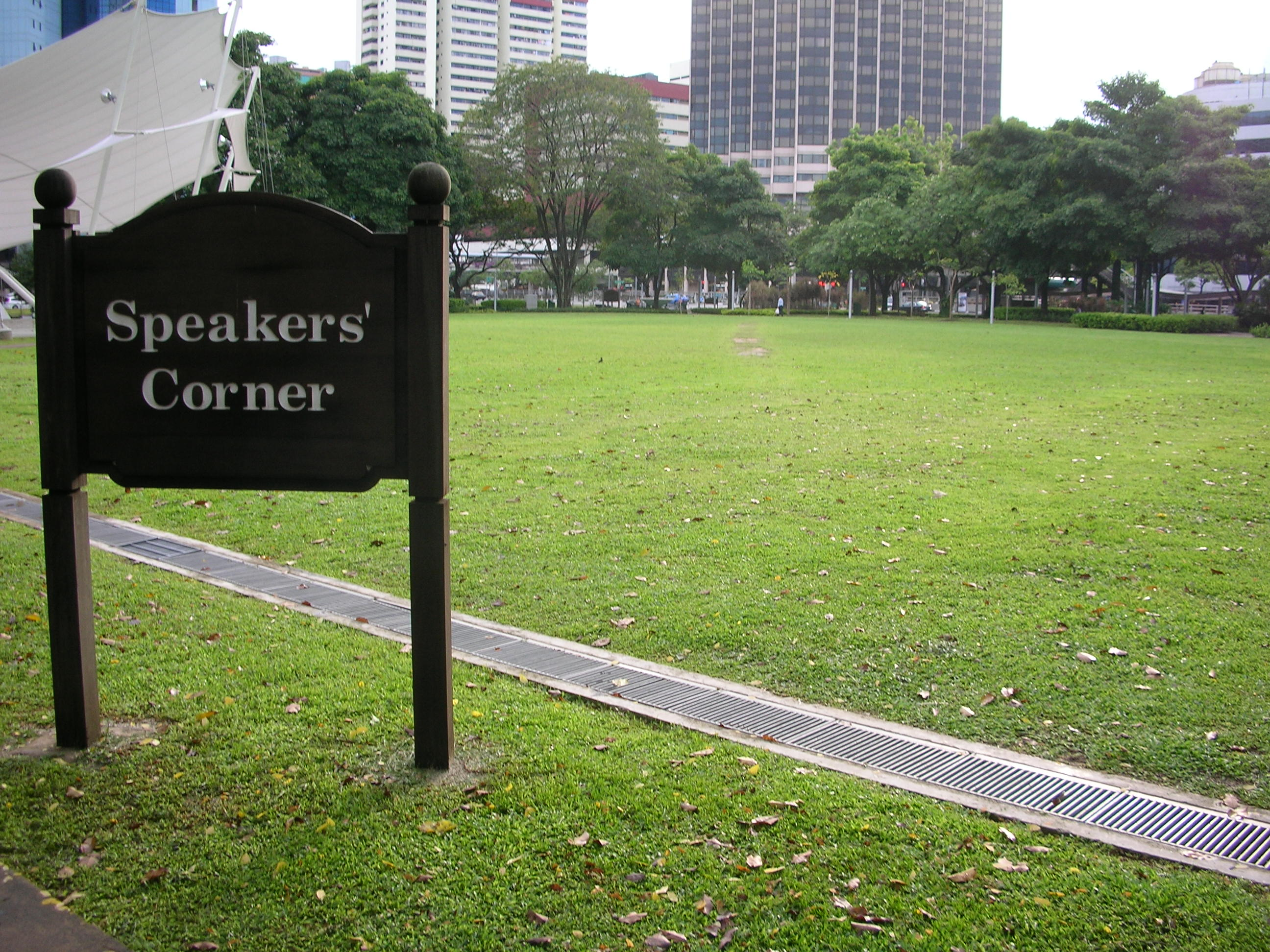
Speakers' Corner en Singapur.

### Reino Unido
Esta modalidad es utilizada en otras ciudades británicas, como Leeds y Nottingham.

### Resto del mundo
Fuera del Reino Unido, esta modalidad se utiliza en otros países como Canadá, Malasia, Indonesia, Singapur, Holanda y Australia.
El Speakers' Corner oficial de Singapur fue establecido por el gobierno en el parque Hong Lim el 1° de septiembre de 2000. El Speakers' Corner se creó debido al descontento entre los ciudadanos al carecer de un lugar de reunión para expresar sus opiniones en público.
Solo los ciudadanos de Singapur que se hayan registrado en un sitio web del gobierno se les permite hablar. Los discursos están sujetos a leyes internacionales, por ejemplo, está prohibido hablar de temas raciales o religiosos. El Speakers' Corner está abierto de 7 de la mañana hasta las 7 de la noche, todos los días del año. El orador debe hablar en alguna de las cuatro lenguas oficiales de Singapur.